# Обелиск в Усть-Ижоре
Обелиск в Усть-Ижоре — памятник архитектуры. Расположен в Усть-Ижоре на Шлиссельбургском шоссе напротив дома 52.
Во время русско-шведской войны 1788—1790 годов 25 жителей Усть-Ижоры (Дворцовой вотчины) записалось добровольцами, в память о чём по пожеланию самой императрицы Екатерины II в 1791 году был установлен гранитный обелиск).
Обелиск стоит на высоком четырёхгранном постаменте, у него ступенчатое основание, высота — 8,75 м. Авторство этого обелиска и подобного, расположенного в Рыбацком, приписывается А. Ринальди на основании схожести обелиска с верстовыми столбами; также предполагается, что автором был Ж.-Б. Валлен-Деламот.
На обелиске располагалась доска с текстом: «Сооружён повелением благочестивейшей, самодержавнейшей великой государыни императрицы Екатерины Вторыя в память усердия села Усть-Ижоры крестьян, добровольно нарядивших с четырёх пятого человека на службу её Величества и Отечества во время Свейской войны 1789 г., июня 15-го дня». В 1917 году все металлические части обелиска были сорваны. В 1960 году доска была воссоздана при реставрации, по сохранившимся образцам были восстановлены цепи и навершия столбов ограды.